# Џихадиста Џон
Мухамед Емвази, рођен као Мухамед Џасим Абдулкарим Олајан ел Дафири, а познатији као Џихади Џон (Кувајт, 17. август 1988 — Рака, 12. новембар 2015), био је припадник Исламске Државе познат по појављивању у снимцима убистава Џејмса Фолија, Стивена Сотлофа и Дејвида Хејнса. У снимцима убиства он одсеца главе тројици талаца.
Многи су сматрали да је у питању британско-египатски репер Абделмажед Абделбари. Међутим, рачунарском анализом тела и гласа стручњаци су установили како се ипак ради о некоме другоме.
У фебруару 2015. службе су коначно откриле да се ради о Мухамеду Емвазију (познатом и као Џон Битл), британском држављанину рођеном у Кувајту 1988. године.
Убијен је америчким дроном у сиријском граду Рака, 12. новембра 2015. године.